# Taurus Raging Bull
I Taurus Raging Bull sono una serie di rivoltelle ad azione singola/azione doppia fabbricate dall'azienda brasiliana Taurus International.
Nei suoi calibri più potenti è commercializzato come arma da caccia.
Il Raging Bull è disponibile in diversi modelli, classificati per calibro. Inoltre, ogni modello ha una sua lunghezza della canna e varie opzioni di finitura in metallo per il corpo, tra cui il più utilizzato è il .44 Magnum.